# Горњи Гучани
Горњи Гучани су насељено место у општини Брестовац, у западној Славонији, Република Хрватска.

## Историја
До нове територијалне организације налазило се у саставу бивше велике општине Славонска Пожега.

## Становништво
Насеље је према попису становништва из 2011. године имало 53 становника.
| Националност       | 1991.       |
| Срби               | 52 (61,90%) |
| Хрвати             | 31 (36,90%) |
| Југословени        | 0           |
| остали и непознато | 1 (1,19%)   |
| Укупно             | 84          |